# Муса Траоре
Муса Траоре (на френски: Moussa Traoré) е малийски военнослужещ, политик и диктатор, служил като президент на Мали от 1968 до 1991 г. Като лейтенант той предвожда военния преврат срещу първия малийски президент Модибо Кейта през 1968 г. След това оглавява страната до март 1991 г., когато е свален от народни протести и военен преврат. След това е осъден два пъти на смърт, но в крайна сметка е и помилван два пъти и е освободен през 2002 г.

## Ранен живот
Траоре е роден на 25 септември 1936 г. в Кайес. Учи в Кита, а след това се записва във военната академия във Фрежюс, Франция. През 1960 г. се завръща в Мали, след като страната извоюва независимостта си в предходната година. През 1963 г. е произведен в лейтенант. Заминава за Танганика като военен инструктор за освободителните ѝ движения. След това е военен преподавател в Кати, Мали.

## Държавен глава (1968 – 1991)
На 19 ноември 1968 г. Траоре участва в държавен преврат, който сваля от власт президента Модибо Кейта. Впоследствие става президент на Военния комитет за национално освобождение, което на практика го прави и държавен глава на Мали. Той забранява всякаква политическа дейност в страната. Когато през 1972 – 1973 г. голямо засушаване удря Мали, международните помощи са присвоени чрез корупция. През 1974 г. той внася променена конституция, предвиждаща Втора малийска република. Тя е приета през 1978 г. и претендира за придвижването на Мали към гражданско управление. Въпреки това, военните началници остават на власт. През септември 1976 г. е основана политическата партия Демократичен съюз на малийския народ, която се основава на идеята за неидеологически демократичен централизъм. През юни 1979 г. са проведени президентски и парламентарни избори, на които участва единствено тази партия. Като генерален секретар на партията, Траоре автоматично е избран за шестгодишен мандат като президент.
През 1977 г. бившият президент Кейта умира в ареста при неизяснени обстоятелства. На погребението му присъстват много хора, а правителството реагира остро, предприемайки множество арести. На 28 февруари 1978 г. Траоре нарежда задържането на министрите Тиекоро Багайоко и Касими Дукара по обвинения за заговор за преврат. Опитвайки се да премине към по-отворена политика, той назначава историка Алфа Омар Конаре за министър на изкуството. През 1980 г. избухват студентски демонстрации, но са потушени насилствено, а лидерът им Абдул Карим Камара е изтезаван до смърт. В периода май 1988 – юли 1989 г. служи като председател на Организацията за африканско единство.
През 1985 г. Траоре е преизбран, отново като единствен кандидат. По-късно през същата година законодателната власт, контролирана от партията му, внася поправка в конституцията, която да му позволи да управлява повече от двумандатното ограничение. Политическата ситуация като цяло остава спокойна през 1980-те години. Премествайки фокуса си върху икономическите трудности на Мали, правителството одобрява планове за либерализация на пазара на зърнени култури, реформа в системата на държавните предприятия, нови стимули за частното предприемачество и споразумение с Международния валутен фонд. Въпреки това, към 1990 г. нараства недоволството към исканията за строги икономически реформи, налагани от МВФ, и впечатлението, че президентът и приближените му сътрудници не спазват въпросните искания. Освен това, също както при други африкански държави, нарастват и исканията за многопартийна демокрация. Траоре позволява някои реформи, включително създаването на независима преса и независими политически групировки, но в същото време настоява, че Мали не е готов за демокрация.

## Опозиция и преврат
През 1990 г. са основани партиите Национален конгрес за демократична инициатива и Съюз за демокрация в Мали. Те се съюзяват със студентски организации и асоциациите за права и свободи, за да оспорват управлението на Муса Траоре чрез плуралистичен политически модел. При старата конституция, всички профсъюзи са задължени да принадлежат на конфедерацията Национален съюз на малийските работници. Когато конфедерацията се отделя от правителството през 1990 г., опозицията започва да расте. Групировките са задвижвани от съкращения и намаления на заплатите в държавния сектор, както и от поддаването на малийското правителство под международния натиск за приватизиране на големи части от икономиката. Студентите и учениците играят все по-голяма роля в протестните шествия из Бамако. Домовете и фирмите на тези, имащи връзка с режима, са разграбени от тълпите.
На 22 март 1991 г. огромен протест в центъра на Бамако е потушен насилствено, като в процеса са убити около 300 души. Четири дни по-късно командирът на президентската гвардия Амаду Тумани Туре арестува Траоре и го сваля от власт. Съставен е преходен комитет, който да надзирава прехода на страната към демокрация.

## Съдебни процеси и помилване
През февруари 1993 г. Траоре е осъден на смърт за „политически престъпления“, главно фокусирани върху избиването на около 300 демонстранти в Бамако. Присъдата му по-късно е намалена. През 1999 г. е осъден на смърт още веднъж, този път заедно с жена си, за „икономически престъпления“, след като става ясно, че е присвоил еквивалента на 350 хил. долара по време на управлението си. Президентът по това време Алфа Омар Конаре заменя присъдите му с доживотен затвор. Малко преди да се оттегли от поста си на 29 май 2002 г., той помилва двойката в името на националното помирение – позицията, която бъдещият президент Амаду Тумани Туре също подкрепя.
Двойката Траоре впоследствие се оттегля от публичния живот, отчасти поради влошено здраве.